# Thief Simulator
Thief Simulator es un videojuego de mundo abierto sigiloso desarrollado por Noble Muffins y publicado por PlayWay y lanzado para Microsoft Windows el 9 de noviembre de 2018, para Nintendo Switch el 16 de mayo. de 2019, para PlayStation 4 el 12 de agosto de 2020 y para Quest 2 el 8 de julio de 2022.

## Sinopsis
El jugador asume el papel de un ladrón anónimo, que trabaja para la familia criminal Lombardi después de que pagaron su fianza, guiado por Vinny para cometer crímenes. Al final de la historia original del juego, Vinny intenta matar al ladrón con una bomba postal, pero falla. En una actualización posterior, el ladrón atraviesa los edificios del distrito industrial para robar pruebas que implican a los Lombardis y a los componentes explosivos. Luego esconde la evidencia en el garaje y la carga explosiva en la oficina antes de detonarla. Es de suponer que Vinny muere cuando la mansión explota.

## Recepción
Thief Simulator recibió críticas generalmente favorables y llegó a la cima de la lista de juegos más vendidos de Steam en su primer fin de semana.